# Duberria lutrix
Duberria lutrix är en ormart som beskrevs av Carl von Linné 1758. Duberria lutrix ingår i släktet Duberria och familjen snokar. IUCN kategoriserar arten globalt som livskraftig.
Arten förekommer med flera från varandra skilda populationer i östra och södra Afrika från Etiopien till Sydafrika. Den vistas i regioner som ligger 1000 till 2600 meter över havet. Habitatet utgörs av fuktiga savanner och andra gräsmarker. Vid födobrist besöks även odlingsmark där bland annat jordgubbar odlas.

## Underarter
Arten delas in i följande underarter:
- D. l. lutrix
- D. l. basilewskyi
- D. l. rhodesiana
- D. l. abyssinica
- D. l. shirana
- D. l. atriventris